# Пољана (Липик)
Пољана (чеш. Pakracká Polana) је насељено место у саставу града Липика, у западној Славонији, Република Хрватска.

## Историја
До нове територијалне организације у Хрватској, налазило се у саставу бивше велике општине Пакрац.

## Становништво
На попису становништва 2011. године, Пољана је имала 547 становника.

## Попис 1991.
На попису становништва 1991. године, насељено место Пољана је имало 669 становника, следећег националног састава:
| Попис 1991.‍  | Попис 1991.‍  | Попис 1991.‍ | Попис 1991.‍ | Попис 1991.‍ |
| ------------ | ------------ | ----------- | ----------- | ----------- |
|              |              |             |             |             |
| Хрвати       | Хрвати       |             | 406         | 60,68%      |
| Чеси         | Чеси         |             | 149         | 22,27%      |
| Југословени  | Југословени  |             | 31          | 4,63%       |
| Срби         | Срби         |             | 27          | 4,03%       |
| Словаци      | Словаци      |             | 16          | 2,39%       |
| Италијани    | Италијани    |             | 14          | 2,09%       |
| Мађари       | Мађари       |             | 5           | 0,74%       |
| Немци        | Немци        |             | 2           | 0,29%       |
| Украјинци    | Украјинци    |             | 2           | 0,29%       |
| Муслимани    | Муслимани    |             | 1           | 0,14%       |
| неопредељени | неопредељени |             | 10          | 1,49%       |
| непознато    | непознато    |             | 6           | 0,89%       |
| укупно: 669  |              |             |             |             |